# (1332) Marconia
(1332) Marconia ist ein Asteroid des Hauptgürtels, der am 9. Januar 1934 vom italienischen Astronomen Luigi Volta in Pino Torinese entdeckt wurde.
Der Asteroid ist nach dem italienischen Physiker und Nobelpreisträger Guglielmo Marconi benannt.